# مات جيمس
مات جيمس (بالإنجليزية: Matt James)‏ هو مصمم أمريكي، ولد في 1981.